# Тимолеон Маврудис
Тимолеон Маврудис (на гръцки: Τιμολέων Ι. Μαυρουδής) е гръцки солунски общественик.

## Биография
Маврудис е гръцки гражданин, син на Йоанис Маврудис или Маврадоглу (Μαυραδόγλου), собственик на фабрика за коприна, който като преводач в руското консулство в Солун се ползва и с руска защита. Йоанис е член на управителния съвет на гръцката община, ефор на училищата от 1848 година и полага големи усилия за утвърждаване на гръцкото учебно дело в Македония.
Тимолеон Маврудис завършва морско училище и в 1880 година се жени за Роза Хариси, дъщеря на серския търговец Георгиос Харисис. През 1878 г. след провала на Олимпийското въстание заедно Йоанис Авгеринос, A. Папагеоргиу, Периклис Хадзилазару и епископ Николай Китроски под егидата на Солунската митрополия и Солунското благотворително мъжко общество полага грижи за бежанците от района на Олимп. Пред 1889 година заедно с Николаос Ронкотис представлява гръцката солунска община на сватбата на гръцкия престолонаследник Константинос. От 1892 година е член на Управителния съвет на общината, а от 1899 година - епитроп на църквата „Свети Атанасий“. Маврудис е активен член на Солунското благотворително мъжко общество, като от 1896 до 1898 година е негов председател.